# 施莱兴
施莱兴是德国巴伐利亚州的一个市镇。总面积45.16平方公里，总人口1722人，其中男性851人，女性871人（2011年12月31日），人口密度38人/平方公里。